# Roy Hodgson
Roy Hodgson (født 9. august 1947 i Croydon) er en engelsk fodboldtræner, der er manager for Crystal Palace. Han har en lang trænerkarriere bag sig og har blandt andet været landstræner for England, Finland og Schweiz samt klubtræner for Malmö FF, Inter, F.C. København, Fulham F.C. og Liverpool. Med Fulham nåede han finalen i Europa League 2010.